# Super Freak
Super Freak är en känd låt från 1981 av Rick James. Rick James sjöng och producerade låten för Motown. Den skrevs av James och Alonzo Miller och gavs först ut på Rick James Album Street Songs. Den nådde plats 16 på Billboard-listan och blev en av James största låtar. Bakgrundsmusiken i låten görs av The Temptations. Den blev känd i början av 1990-talet sedan den samplats av MC Hammer för hans "U Can't Touch This". Under 2004 fick låten återigen uppmärksamhet sedan den använts i Chappelle's Show av Dave Chappelle. 
Låten har använts i flera filmer. Den har en nyckelroll i slutet av komedin Little Miss Sunshine.